# Poa pygmaea
Poa pygmaea är en gräsart som beskrevs av John Buchanan. Poa pygmaea ingår i släktet gröen, och familjen gräs. Inga underarter finns listade i Catalogue of Life.